# Milan Babić
Milan Babić (Милан Бабић en serbio; 26 de febrero de 1956 – 5 de marzo de 2006) fue el primer Presidente de la República Serbia de Krajina, desde 1991 a 1992, y primer ministro entre julio y agosto de 1995. Acusado de crímenes de guerra por el Tribunal Penal Internacional para la ex Yugoslavia, en 2004 se lo declaró culpable y fue condenado a 13 años en prisión. El 5 de marzo de 2006 fue hallado muerto en su celda de la prisión de La Haya, muerte atribuida a un suicidio.

## Actividad política
Milan Babić fue miembro de la Liga de Comunistas de Croacia. Desde su creación en febrero de 1990, fue una figura política prominente en el Partido Democrático Serbio (SDS) en Croacia ocupando un alto cargo en el comité municipal de SDS de Knin. Después de la muerte de Jovan Rarkovic en 1992, asumió el cargo de presidente del partido SDS, en cuya función permaneció hasta 1995.
Desde 1990 hasta abril de 1994, ocupó el cargo de Presidente de la Asamblea Municipal en Knin. A partir del 31 de julio de 1990, fue presidente del Consejo Nacional Serbio (SNC). El 30 de abril de 1991, fue elegido Presidente del Consejo Ejecutivo del Distrito Autónomo Serbio de la Krajina. 
El 29 de mayo de 1991, fue nombrado primer ministro de la autodenominada SAO Krajina. El 19 de diciembre de 1991, la SAO Krajina se proclamó República Serbia de Krajina, con Milan Babić como presidente. Ocupó el cargo hasta el 16 de febrero de 1992. 
Aunque Babić siguió activo en la política siendo ministro de Asuntos Exteriores desde abril de 1994, para entonces era una figura muy debilitada. Babić declaró que la política de Krajina se controlaba desde Belgrado a través de la policía secreta serbia; Milošević lo negó posteriormente, afirmando que Babić se lo había inventado "por miedo".
El 27 de julio de 1995 fue elegido primer ministro de la República Serbia de Krajina, cargo que ocupó por pocos días hasta el 7 de agosto, cuando por la ofensiva croata llamada Operación Tormenta, él, junto con los líderes de la RSK, huyó a Bosnia.

## Enjuiciamiento
El 6 de noviembre de 2003, el fiscal del Tribunal Penal Internacional para la ex Yugoslavia lo acusó por crímenes de guerra. El 29 de junio de 2004 fue encontrado culpable y sentenciado a trece años de prisión. Los fundamentos de la condena fueron los que abajo se señalan.
"En el período comprendido entre agosto de 1991 y febrero de 1992, las fuerzas serbias atacaron y tomaron el control de ciudades, pueblos y asentamientos en la región de Krajina en Croacia. Después de la toma de posesión, las fuerzas serbias, en colaboración con las autoridades serbias locales, comenzaron las persecuciones para expulsar a la población croata y otras poblaciones no serbias de la región. Las persecuciones causaron el asesinato o el exterminio de cientos de civiles croatas y no serbios en Dubic, Cerovljanji, Baćin, Saborsko, Poljanak, Lipovača y en otros lugares. También causaron el encarcelamiento rutinario y prolongado de cientos de croatas y otros civiles no serbios en condiciones inhumanas en el antiguo hospital y los cuarteles del ejército JNA en Knin y la deportación o traslado forzoso de miles de croatas y otros civiles no serbios de La región de Krajina. También hubo una destrucción deliberada de viviendas y otras propiedades públicas y privadas, incluidos objetos de valor cultural para croatas y otras poblaciones no serbias.
Durante el período relevante, fue uno de los líderes políticos serbios de mayor rango e influencia en la región. Babić admitió que desde agosto de 1991 hasta febrero de 1992 contribuyó a la persecución de croatas y otras poblaciones no serbias de las siguientes maneras:
- Formuló, promovió, participó y alentó el desarrollo y la implementación de políticas que promovieron el objetivo de una acción criminal conjunta cuyo objeto era eliminar de manera forzada y permanente a la mayoría de la población croata y otras poblaciones no serbias de aproximadamente un tercio de Croacia.
- Jugó un papel decisivo en el establecimiento, apoyo y mantenimiento de los organismos que regían la llamada Región Autónoma Serbia de Krajina.
- Ayudó en la reorganización y reclutamiento de las fuerzas de Defensa Territorial (TO) que participaron en los crímenes.
- Cooperó con el comandante de la llamada "Policía de Martić" que, según Babić, estuvo involucrado en la comisión de delitos.
- Participó en la provisión de apoyo financiero, material, logístico y político para la toma militar de territorios.
- Solicitó la asistencia o facilitó la participación de las fuerzas del JNA para establecer y mantener el control de los territorios.
- Pronunció discursos étnicos inflamatorios en eventos públicos y en los medios de comunicación, propaganda que ayudó a desatar la violencia contra la población croata y otros no serbios.
- Finalmente, alentó y ayudó en la adquisición de armas y su distribución a los serbios para promover la campaña de persecuciones.

Babić admitió que a sabiendas e intencionalmente participó en la campaña de persecuciones.
Con respecto a los asesinatos señalados por la querella, Babić admitió que sabía que los civiles fueron asesinados en el curso de la expulsión forzosa de civiles no serbios y que tales asesinatos fueron el resultado probable de la campaña de persecuciones. Sin embargo, sostuvo que no tenía conocimiento de asesinatos específicos a los que se hacía referencia en la acusación.
Babić admitió además que el delito de persecución se cometió dentro de una empresa criminal conjunta y que participó sustancialmente en esa empresa como co-perpetrador."

## Fallecimiento
Babić se suicidó en su celda del centro de detención de Naciones Unidas en La Haya, donde se encontraba recluido después de haber sido condenado en el 2004 por el Tribunal Penal Internacional (TPI). Fue encontrado ahorcado a las 18,30 horas del 5 de marzo de 2006 por los guardias de la penitenciaria de Scheveningen. Al momento de su muerte, se lo consideraba como el más importante criminal de guerra serbio arrepentido.